# Pemphigus minor
Pemphigus minor är en insektsart. Pemphigus minor ingår i släktet Pemphigus och familjen långrörsbladlöss. Inga underarter finns listade i Catalogue of Life.